# Binswangen
Binswangen er en kommune i Landkreis Dillingen an der Donau i Regierungsbezirks Schwaben i den tyske delstat Bayern, med godt 1.300 indbyggere. Den er en del af Verwaltungsgemeinschaft Wertingen.

## Geografi
Binswangen ligger i Region Augsburg mellem Wertingen og Dillingen an der Donau.